# Невмивака (мультфільм)
«Невмивака» (рос. «Неумойка» ) — мальований анімаційний фільм 1964 року Творчого об'єднання художньої мультиплікації студії Київнаукфільм. Постановка — М. Драйцун і Б. Храневич. Мультфільм озвучено російською мовою.

## Сюжет
Зранку всі тваринки роблять зарядку і вмиваються. Тільки Телятко — бруднуля, і всі сміються над невмивакою. Присормлене Телятко також починає вмиватись зі всіма.

## Творча група
- Автор сценарію: Георгій Карлов
- Режисери-постановники: Марк Драйцун, Борис Храневич
- Художники-постановники: Олександр Лавров, М. Малова
- Композитор: Г. Гембера
- Оператор: Григорій Островський
- Звукооператор: Ігор Погон
- Редактор: Тадеуш Павленко
- Художники-мультиплікатори: В. Баєв, Єфрем Пружанський, Я. Горбаченко, Адольф Педан, Алла Грачова, О. Ткаченко, Марк Драйцун, Н. Чернова, В. Дьомкін, Борис Храневич

## Дивись також
- Фільмографія ТО художньої мультиплікації студії "Київнаукфільм"